# Xanthorhoe offensaria
Xanthorhoe offensaria är en fjärilsart som beskrevs av Mcdunnough 1941. Xanthorhoe offensaria ingår i släktet Xanthorhoe och familjen mätare. Inga underarter finns listade i Catalogue of Life.